# Ionique majeur
L’ionique majeur (grec ancien ἰωνικός ἀπὸ μείζονος ou ἐπιωνικός, latin Ionicus a majore) est un pied tétrasyllabique de la métrique antique et notamment de la poésie grecque et latine. Il est composé de deux syllabes longues, dont la première contient le temps marqué, suivies de deux syllabes brèves et se note | — — ∪ ∪ |. Il contient donc six mores. Il est de genre double.
Il peut s'entendre comme un ditrochée où le deuxième temps marqué n’a plus été distingué et « où par suite la répartition des quatre unités de durée formées par les syllabes faibles devient indifférente ».
On a parfois pensé que l’ionique majeur était le plus employé des pieds ioniques dans l’Antiquité et que les vers en ioniques mineurs n’étaient en fait qu’une variété des vers en ioniques majeurs. Mais les métriciens considèrent désormais en majorité que l’ionique majeur est un vestige de l’incompréhension du mètre qu’a manifestée Héphestion d’Alexandrie.

## Utilisation en métrique antique
Le plus connu des vers faisant usage de l’ionique majeur est le vers sotadéen, un tétramètre brachycatalectique a maiore dont voici un exemple latin chez Pétrone :
| — — ∪ ∪ | — — ∪ ∪ | — ∪ — ∪ | — — |

Molles, veteres, Deliaci manu recisi.
Voici encore une décapodie a maiore de Laevius exposée en cinq lignes pour la commodité de l’analyse ; on y entend la présence forte d’ioniques majeurs :
| ∪ ∪ ∪ — ∪ | — — ∪ ∪ |

Venus, amoris altrix, gene-

| — — ∪ ∪ | — — ∪ ∪ |

trix cuppiditatis, mihi

| — ∪ — ∪ | — ∪ ∪ ∪ ∪ |

quæ diem serenum hilarula

| — — ∪ ∪ | — — ∪ ∪ |

præpandere cresti, opsecu-

| — ∪ — ∪ | — — |

læ tuæ ac ministræ. 

## L'ionique majeur en dehors de la métrique antique
De nombreuses langues utilisent en poésie l'ionique majeur, adaptant la syllabe longue en syllabe accentuée et la syllabe brève en syllabe inaccentuée, comme en allemand le poète élégiaque Klopstock :
| — — ∪ ∪ | — — ∪ ∪ | — — ∪ ∪ | — — — |

Selbständiger! | Hochheiliger! | Allseliger! | Tief wirft, Gott!